# 무선조종 자동차

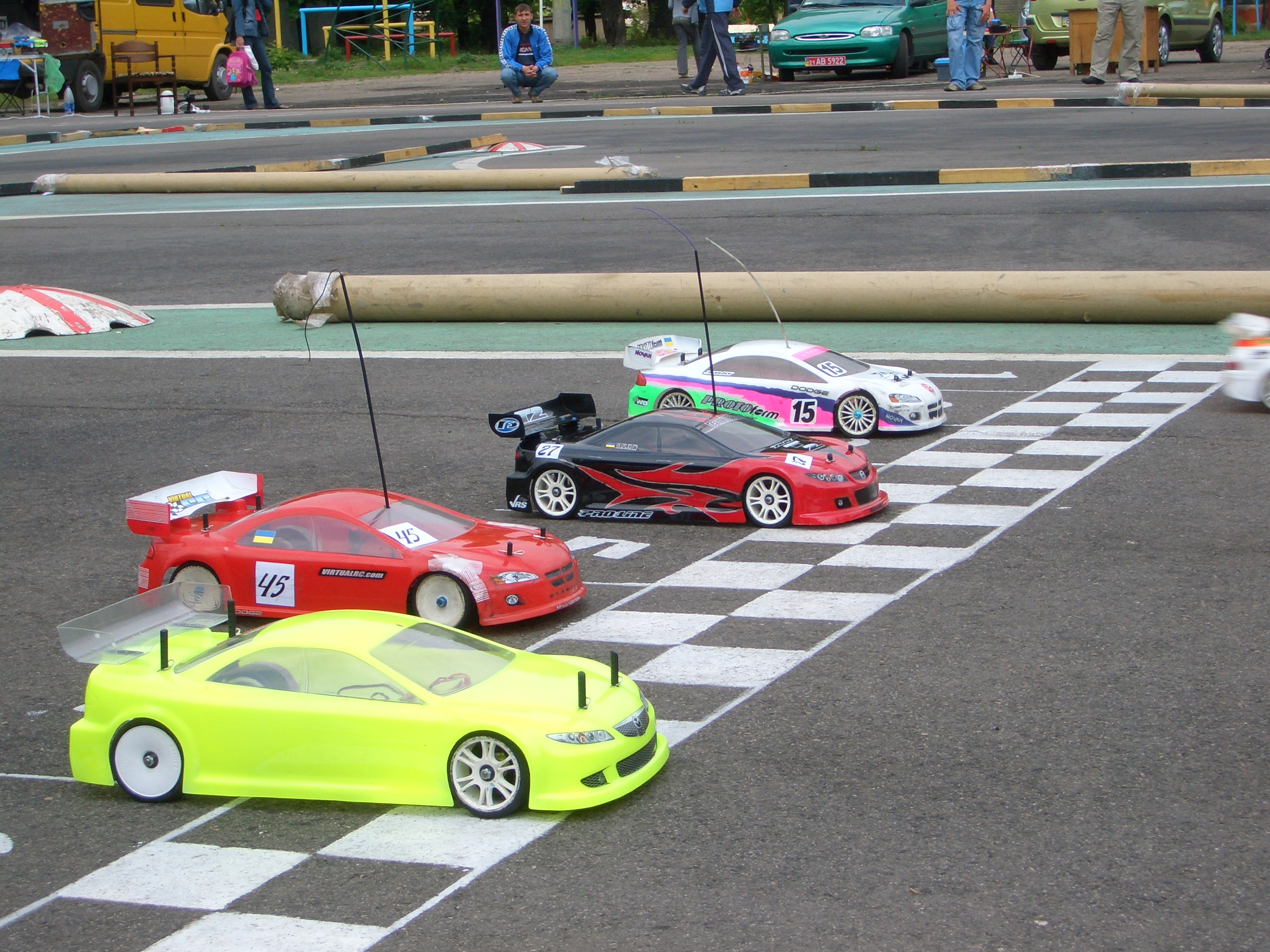
트랙에서 경주를 하고있는 무선조종 자동차들의 모습.

무선조종 자동차(無線操縱自動車) 또는 RC카(영어: radio-controlled cars, RC cars)는, 무선조종으로 원격 조작이 가능한 모형 자동차이다. 주로 장난감용과 취미용으로 나뉘며, 선수용도 있다.

## 장난감용
장난감용 무선조종 자동차는 일반적으로 생산 비용이 저렴하며, 디자인에 중점을 두고 제조된다.

## 취미용
취미용 무선조종 자동차는 기본적으로는 장난감용에 비해 실제 차에 가까운 구조를 가지고 있으며, 비례제어가 가능한 무선조종 시스템을 탑재할 수 있어 더 실제 차에 가까운 동작, 높은 속도와 출력을 얻을 수 있다. 섀시는 현가장치와 휠 얼라이먼트를 미세 조정하는 것도 가능해진다.